# Styl bogaty
Styl bogaty (420-400 rok p.n.e.) - jest to okres w sztuce greckiej, w którym dekoracje waz podporządkowano malarstwu.

## Cechy stylu
Styl ten polegał na przeniesieniu obrazów na wazy, postacie przedstawiane były zadumane, romantyczne. Pojawiły się elementy przyrody. Całość powstawało w kompozycji wieloplanowej. Pomimo swojej nazwy, związanej z przepychem przedstawień, okres ten charakteryzuje się raczej schyłkiem ceramiki attyckiej. Wiązało się to z wyniszczającymi wojnami domowymi (wojna peloponeska), ogólnym kryzysem i spadkiem zamówień na wyroby attyckie. Charakterystycznym dla tego okresu był spadek jakości wytwarzanych i zdobionych waz.

## Artyści

### Malarz z Eretrii
Pierwszym artystą tworzącym zarówno w okresie swobodnym jak i bogatym był Malarz z Eretrii. Zajmował się on przede wszystkim scenami ukazującymi życie kobiet. Z czasem zapoczątkował tym nowy trend, a kobiety stały się ulubionym tematem dekoracji. Postacie kobiet były pełne gracji i finezji, roztańczone, pełne wdzięku. Artysta z lubością ukazuje szaty, ich fałdy i draperię układające się w przeróżne formy. 

### Malarze monumentalni: Apollondoros, Parrasjos, Zeuksis
Styl bogaty wiąże się jednak przede wszystkim z działalnością trzech malarzy monumentalnych, którzy wyznaczali kierunki przenoszone na malarstwo wazowe. Do tej trójki należeli Apollondoros z Aten, Parrasjos, Zeuksis z Heraklei. Oprócz malarstwa wazowego artyści ci dekorowali również naczynia, jednak przede wszystkim ustanawiali wzory, które kopiowali malarze waz. Malarze odeszli od wzorowania się na rzeźbie na rzecz malarstwa monumentalnego. Niestety w malarstwie ceramicznym przyniosło to dla kompozycji dość niefortunne efekty. Przeniesienie obrazu ze ściany na naczynie rozsadzało jego formy i powodowało niespójność z całością.
Parrasjos był nieco odmiennym malarzem niż koloryści Apollondoros i Zeuksis. Osiągnął on całą gamę efektów realistycznych przy pomocy rysunków wydobywających wszystkie walory linii. Artysta potrafił wydobyć uczucia poprzez mimikę, na przykład ukazując pomarszczone czoło, wystraszone spojrzenie. Doskonale oddawał nastrój lęku. Parrasjos umiał pokazać stan duszy, z tym też wiązała się dobierana przez artystę tematyka. Apollondoros i Zeuksis byli malarzami, którzy zajęli się problemami kształtowania przestrzeni, kolorystyką, oraz wprowadzeniem motywów psychologicznych. Zeuksis wprowadził własny kanon malarstwa. Przedstawiane przez niego postacie posiadały większą, nieproporcjonalną w stosunku do ciała głowę. Artysta chciał w ten sposób zwrócić uwagę widza na te część ciała wyrażającą wszystkie uczucia. Wymienieni trzej artyści mieli, co prawda, ogromny wpływ na malarstwo wazowe, nie było ono jednak ich główną specjalizacją, ponieważ zajmowali się przede wszystkim malarstwem monumentalnym.

### Malarze wazowi
Do typowych przedstawicieli malarzy waz należeli Malarz Azjona, Malarz Kadmosa i Malarz Mejdiasa. Malarz Azjona stosował konwencjonalny układ kompozycyjny przeniesiony z malarstwa ściennego. Artysta ukazywał postacie wojowników zwierających się ze sobą w śmiertelnym boju. Malarz Kadmosa korzystał w swojej tematyce dekoracji z przedstawień dawnych mistrzów, jednak w stylistyce i kompozycji stosował nowe wzorce. Jego postacie ukazywane są niemal w teatralnych i dramatycznych ruchach, rozstawione na różnych płaszczyznach. Ostatnim z tej trójki był Malarz Mejdiasa. Kontynuował on tradycje i wzory zapoczątkowane przez Malarza z Eretrii. Jego dekoracje były jednak dużo bogatsze we wzory, a kompozycje pełne wdzięku i lekkości. Malarz przedstawiał kobiety odziane w lekkie powiewne stroje, poruszające się dość zgrabnie, jakby płynąc po obrazie. Artysta dekorował swoje wazy girlandami i biżuterią malując je kolorem żółtym, białym, lub złotym. Był on chyba najlepszym przedstawicielem swojego okresu, choć podobnie jak inni miał problemy z kompozycją, a jego dekoracje były przeładowane bogactwem wzorów. Cały styl bogaty charakteryzowało ścisłe przenoszenie wzorów z kompozycji monumentalnych. Kompozycja dekoracji nie była podporządkowana założeniom malarstwa ceramiki, tylko rozbijała jego jednolitość. Dziś historycy dowiadują się z tych waz, jak wyglądało greckie malarstwo monumentalne wielkich mistrzów.

## Schyłek malarstwa wazowego (400-350 p.n.e.)
IV wiek p.n.e. był czasem rozłamu pomiędzy dotąd ściśle ze sobą powiązanym malarstwem monumentalnym a wazowym. Zapewne główną przyczyną była dalsza niemożność kopiowania coraz bardziej urozmaiconych dzieł monumentalnych. Wiek ten był również czasem upadku ceramiki, zapoczątkowanym przez styl bogaty. Wyniszczające wojny, walki polityczne i prawie całkowity brak eksportu do Kampanii czy Italii doprowadziły do zaniku produkcji attyckiej. Dodatkowym ciosem były nowo powstałe warsztaty w Italii. U schyłku główną tematyką wzorów były przedstawienia kobiet, sceny walk, motywy sportowe, sceny przy pracy. Wszystkie dekoracje podporządkowane były woli klienta. Ostatnim wzlotem malarstwa wazowego były naczynia tak zwanego stylu kerczeńskiego. Styl otrzymał swą nazwę od miejsca dokonanego odkrycia waz.